# Microsatelliet
Een  microsatelliet (SSR - Simple Sequence Repeats) bestaat uit korte stukjes niet coderend (niet voor eiwitsynthese zorgend) DNA, die echter soms wel een duidelijke functie hebben. Zo'n kort stukje wordt in het Engels een repeat genoemd. Deze is dikwijls minder dan 150 baseparen lang en wordt vele malen binnen het genoom van een organisme herhaald.  De microsatellieten hebben de neiging om vaak op dezelfde plaats van het genoom voor te komen.

## Samenstelling
De samenstelling van het herhaalde stukje DNA (repeat) is vaak zeer eenvoudig en bestaat uit twee, drie of vier nucleotiden (di-, tri-, en tetranucleotide repeats) en horen aanwezig te zijn voor het functioneren van een gen. Het kan 10 tot 100 keer herhaald worden.
De eerst gevonden microsatellieten bestonden uit dinucleotide repeats, vaak "Ka-Ka" repeats of "CACACACACA...." (C=Cytosine, A=Adenine) genoemd. Deze komen, om de enkele duizenden baseparen, zeer veel voor in menselijke en andere genomen. De variatie van een microsatelliet, die bestaat uit dinucleotide repeats, is sterk afhankelijk van de lengte: microsatellieten die langer zijn dan 10-15 repeats neigen naar polymorfisme (variatie).
Het aantal microsatellieten op een bepaalde locus is tussen individuen van dezelfde soort hypervariabel (sterk polymorfisch) en kan daardoor goed gebruikt worden in vaderschapstesten en identificatie van personen (genetische vingerafdruk). 
De hypervariabiliteit ontstaat doordat een repeat makkelijk verloren kan gaan (deletie) of dat door insertie meerdere repeats ingebouwd kunnen worden.
Kankercellen, waarin de controle op de replicatie beschadigd is geraakt, maken bij elke celdeling (mitose) in hoge mate microsatellieten aan of verliezen deze. Deze microsatelliet-instabiliteit kan o.a. gebruikt worden bij het erfelijkheidsonderzoek naar HNPCC (darmkanker).

## Ziekten en aandoeningen
Als de microsatellieten te kort of te lang zijn kan dat een stoornis in de functie van het gen tot gevolg hebben. Zo is op de androgeen receptor de microsatelliet locus aan de NH 3 zijde een triplet repeat van 10 tot 30 keer CAG nucleotiden. Als dit microsatelliet te kort is zou dit mogelijk kunnen leiden tot BPH (benigne prostaathypertrofie) en prostaatkanker. Een te lange microsatelliet zou kunnen leiden tot mannelijke onvruchtbaarheid en tot neurodegeneratieve aandoeningen zoals ziekte van Kennedy (spinobulbaire musculaire atrofie) (gen: AR) en ziekte van Huntington (dystrophia myotonica) (gen: HD) en andere autosomaal dominante ziekten. In het algemeen is er bij triplet repeat ziekten van generatie tot generatie een toename van de lengte van de microsatelliet.
Verdere aandoeningen zijn:
- Fragiele-X-syndroom (gen: FMR1/FMR2)
- Myotone dystrofie (gen: DMPK)
- Haw River Syndroom (dentatorubral-pallidoluysian atrofie) (gen:DRPLA)
- Spinocerebellaire ataxie (gen:SCA1)

## Stamboomonderzoek
Binnen een plantensoort komen bij geïsoleerde groepen van planten en rassen een verschillende lengte van dezelfde microsatelliet voor. Dit komt ook voor bij diersoorten. Zo kan de verwantschap tussen groepen vastgesteld worden. Bij maïs is zo'n onderzoek gedaan voor het vaststellen van de oorsprong van de domesticatie en de verwantschap tussen de verschillende maïstypen. In sommige onderzochte rassen/typen komt dezelfde microsatelliet voor op een locus zeventienmaal herhaald: (AGC)17. Bij anderen is het aantal herhalingen groter bijvoorbeeld twintigmaal: (AGC)20. 